# Лилиенфельд, Отто Фридрих
Отто Фридрих Аугуст Генрих фон Лилиенфельд-Тоаль (также известен как Оттон Фёдорович; нем. Otto Friedrich August Heinrich von Lilienfeld-Toal; 19 декабря 1827 года ― 10 февраля 1891 года, Рига) ― российский предприниматель и дворянин из рода балтийских немцев, оружейник. Генерал-майор Русской императорской армии. Управляющий Сестрорецким оружейным заводом в 1864―1869 гг.

## Биография
Отто Фридрих фон Лилиенфельд с 1862 года служил офицером штаба в Русской императорской армии. Был крупным специалистом в области военной техники и числился консультантом при Сестрорецком оружейном заводе. В 1864 году получил завод в аренду от правительства на срок пять лет и самостоятельно управлял им всё это время.
В целом и общем попытка приватизации оружейных заводов была неудачной. Правительство, идя на такой шаг, желало снять с себя расходы на преобразование заводов, осуществить переход от приписных рабочих к вольнонаёмным, а также произвести обновление оборудования: в стране полным ход шли реформы императора Александра II, поэтому казна испытывала острую нехватку средств. Тульский оружейный завод получил в управление генерал-майор К. К. Стандершельд, Ижевский завод ― полковник А. А. Фролов с капитаном Стандершельдом (братом тульского арендатора), а позднее ― капитан П. А. Бильдерлинг. Все они были большими специалистами в своём деле. Так или иначе, Военное ведомство империи получило лишь новые проблемы. Арендаторы стремились к получению скорейшей прибыли, но при этом не имели средств для обновления производства. Хотя штучные образцы русского оружия получали призы на международных выставках, внутри самой страны Военное ведомство постоянно жаловалось на выросшей объём брака, неисполнительность арендно-коммерческих заводов и лишние затраты. Сами мастеровые иногда обратно просились «в крепость»: раньше у них хотя бы был стабильный и постоянный заработок. В 1869 году Лилиенфельд передал владение заводом обратно в государственные руки.
В 1871 году был повышен до чина генерал-майора и с 1879 по 1881 года был инспектором оружейных и патронных заводов Российской империи.
Владел крупными земельными угодьями: усадьбами Саккенхаузен и Бэххоф, а также замком в Газенпоте (ныне Айзпуте) в Курляндии (ныне Курземе).
Основатель города и порта Павилоста: выделил деньги на строительство и заложил первый камень в первом каменном здании города. Само название ― Павилоста ― в переводе с латышского языка означает «Павлов порт» (в честь губернатора Курляндии Павла Лилиенфельда, брата Отто Фридриха).
Скончался 10 февраля 1891 года в Риге.

### Происхождение и семья
Происходил из древнего дворянского рода Лилиенфельдов, изначально происходивших из Швеции. Отцом Отто Фридриха Аугуста был полковник русской армии и действительный статский советник Отто Фридрих фон Лилиенфельд (1796―1870). Мать ― Констанса Дорве (Constance d'Auvray). Брат ― тайный советник и губернатор Курляндии Павел Феодорович Лилиенфельд-Тоаль (1829―1903). Семья начиная с 1883 года была известна как Лилиенфельд-Тоаль благодаря Павлу Феодоровчиу, который в том году получил высочайшее разрешение именоваться таким образом (по родовому имению его супруги — урождённой графини Меллин — мызе Тоаль в Эстляндской губернии).
Отто Фридрих женился в 1859 году на Саре Тальбот (1830―1904). Их дети:
- Александр Фридрих Джеймс фон Лилиенфельд-Тоаль (1864, Санкт-Петербург ― 1925, Кёнигсберг). Был женат на графине Розалии дер Моль (1865―1941)
- Люси Констанция Лилиенфельд-Тоаль (род. 1865). Первый супруг ― Рихард Луик, ротмистр русской армии. Второй супруг ― Сергей Должиков (ум. 1898), штабс-капитан русской армии.